# Туркка, Йоуко
Йо́уко Ве́ли Ту́ркка (фин. Jouko Veli Turkka; 17 апреля 1942, Пирккала — 22 июля 2016, Пирккала, Финляндия) — финский режиссёр и театральный деятель; профессор Театральной академии Финляндии (1981—1988).

## Биография
С 1968 по 1972 годы был художественным руководителем Городского театра Йоэнсуу, но вынужден был покинуть свой пост в связи с забастовкой труппы из-за несогласия при выборе репертуара.
С 1975 по 1982 годы был помощником режиссёра в Хельсинкском городском театре, а с 1982 по 1985 год — ректором Театральной академии Финляндии. Воспитал новое поколение финских актеров, обновив методику обучения актёрскому мастерству. В то же время ему вменяют авторитарный стиль руководства.
В 1989 году режиссёр создал на основе романа финского писатели Алексиса Киви «Семеро братьев» одноимённый мини-сериал, состоявший из 12 эпизодов, каждый из которых длился около часа или более. Режиссёр изобразил главных героев в весьма неприглядном свете, в связи с чем высказывалось мнение, что фильм не вполне соответствует идее романа.
В числе его известных учеников  Мари Рантасила.